# Alps Hockey League
Alps Hockey League (pol. Alpejska Liga Hokejowa) – międzynarodowe, europejskie klubowe rozgrywki ligowe w hokeju na lodzie mężczyzn, organizowane od sezonu 2016/17 w trzech państwach alpejskich – Austrii, Słowenii i Włoszech – równolegle do ich lig krajowych. Zmagania w jej ramach toczą się cyklicznie, systemem kołowym z fazą play-off na zakończenie każdego z sezonów i przeznaczone są dla austriackich, słoweńskich i włoskich drużyn klubowych (wyłącznie profesjonalnych).

## Historia
Po zakończeniu sezonu 2015/16, Inter-National-League (INL) została rozwiązana. 21 maja 2016 w jej miejsce dotychczasowi organizatorzy - krajowe związki hokeja na lodzie z Austrii i Słowenii - powołali Alps Hockey League. Podczas prezentacji nowej ligi - 30 maja 2016 - zaproszenia do udziału w AlpsHL otrzymali dotychczasowi uczestnicy INL, a także kluby, którym zaoferowano przyjęcie ich zespołów farmerskich.

## Uczestnicy

### Sezon 2016/2017
Pierwotnie założono, że do ligi może zgłosić się co najwyżej po 10 klubów z Austrii i Włoch oraz 5 ze Słowenii. Termin zgłoszeń upływał 15 lipca 2016. Przyjęto 16 klubów: 7 austriackich, 8 włoskich (w tym kilka z włoskiej Serie A) i jeden słoweński. Rozważano także udział drużyny z Chorwacji, jednak władze klubu podjęły decyzję o zgłoszeniu swojego rezerwowego zespołu do rozgrywek MOL Liga. Zarówno sezon zasadniczy jak i fazę play-off wygrała drużyna Ritten Sport.
| - EC Bregenzerwald - VEU Feldkirch - EC KAC 2 - EC Kitzbühel - EHC Lustenau - EC Red Bull Salzburg 2 - EK Zell am See |  | - Asiago Hockey - HC Pustertal - SHC Fassa - SG Cortina - HC Gherdëina - HC Neumarkt - Rittner Buam - WSV Sterzing Broncos |  | - HDD Jesenice |

### Sezon 2017/2018
Przed nowym sezonem do rozgrywek została przyjęta drużyna ze Słowenii, HK Olimpija Lublana. W sezonie zasadniczym pierwsza była drużyna Asiago, która w finale play-off zwyciężyła Rittner Buam 4:3.
| - EC Bregenzerwald - VEU Feldkirch - EC KAC 2 - EC Kitzbühel - EHC Lustenau - EC Red Bull Salzburg 2 - EK Zell am See |  | - Asiago Hockey - HC Pustertal - SHC Fassa - SG Cortina - HC Gherdëina - HC Neumarkt - Ritten Sport - WSV Sterzing Broncos |  | - HDD Jesenice - HK Olimpija Lublana |

### Sezon 2018/2019
Przed kolejną edycją z rozgrywek wycofano zespół HC Neumarkt, a przyjęto Hockey Milano Rossoblu. W sezonie zasadniczym pierwsze miejsce zajął HC Pustertal, który w finale play-off uległ HK Olimpija Lublana 3:4.
| - EC Bregenzerwald - VEU Feldkirch - EC KAC 2 - EC Kitzbühel - EHC Lustenau - EC Red Bull Salzburg 2 - EK Zell am See |  | - Asiago Hockey - HC Pustertal - SHC Fassa - SG Cortina - HC Gherdëina - Hockey Milano Rossoblu - Ritten Sport - WSV Sterzing Broncos |  | - HDD Jesenice - HK Olimpija Lublana |

### Sezon 2019/2020
Przed czwartym sezonem AHL do ligi przyjęto rezerwowe zespoły dwóch klubów z rozgrywek EBEL: EHC Linz i Vienna Capitals. Włoski klub Hockey Milano Rossoblu przekazał prawa do uczestnictwa na rzecz Hockey Club Milano Bears, który jednak nie przystąpił do rozgrywek. Do sezonu przystąpiło zatem 18 drużyn. W rundzie zasadniczej pierwsze miejsce zajęła HK Olimpija Lublana. Z powodu pandemii COVID-19 sezon został przerwany w marcu 2020.
| - EC Bregenzerwald - VEU Feldkirch - EC KAC 2 - EC Kitzbühel - EHC Linz - EHC Lustenau - EC Red Bull Salzburg 2 - Vienna Capitals - EK Zell am See |  | - Asiago Hockey - HC Pustertal - SHC Fassa - SG Cortina - HC Gherdëina - Ritten Buam - WSV Sterzing Broncos |  | - HDD Jesenice - HK Olimpija Lublana |

### Sezon 2020/2021
Przed piątym sezonem AHL ligę opuściły zespoły EK Zell am See i Vienna Capitals Silver. W związku z tym do edycji przystąpiło 16 ekip. W sezonie zasadniczym najlepsza była drużyna HK Olimpija Lublana, która zwyciężyła także w play-off pokonując Asiago Hockey i tym samym obroniła tytuł zdobyty w 2019.
| - EC Bregenzerwald - VEU Feldkirch - EC KAC 2 - EC Kitzbühel - EHC Linz - EHC Lustenau - EC Red Bull Salzburg 2 |  | - Asiago Hockey - HC Pustertal - SHC Fassa - SG Cortina - HC Gherdëina - Ritten Buam - WSV Sterzing Broncos |  | - HDD Jesenice - HK Olimpija Lublana |

### Sezon 2021/2022
Przed piątym sezonem AHL ligę opuściły zespoły HK SŽ Olimpija Ljubljana (aktualny mistrz AHL) oraz HC Pustertal, które dołączyły do austriackich rozgrywek ICE Hockey League. Po roku przerwy do AHL zostały ponownie przyjęte kluby EK Zell am See i drużyna farmerska Vienna Capitals Silver, a ponadto włoski zespół HC Meran. Tym samym w sezonie uczestniczyło 17 ekip. W sezonie zasadniczym pierwsze miejsce zajęła drużyna HDD Jesenice, która w finale play-off uległa Asiago Hockey.
| - EC Bregenzerwald - VEU Feldkirch - EC KAC 2 - EC Kitzbühel - EHC Linz - EHC Lustenau - EC Red Bull Salzburg 2 - Vienna Capitals Silver - EK Zell am See |  | - Asiago Hockey - SHC Fassa - SG Cortina - HC Gherdëina - HC Meran - Ritten Buam - WSV Sterzing Broncos |  | - HDD Jesenice |